# Кријон ле Брав
Кријон ле Брав (фр. Crillon-le-Brave) насеље је и општина у Француској у региону Прованса-Алпи-Азурна обала, у департману Воклиз која припада префектури Карпантрас.
По подацима из 2011. године у општини је живело 443 становника, а густина насељености је износила 58,06 становника/km². Општина се простире на површини од 7,63 km². Налази се на средњој надморској висини од 395 метара (максималној 443 m, а минималној 208 m).

## Демографија
| 1962. | 1968. | 1975. | 1982. | 1990. | 1999. | 2011. |
| ----- | ----- | ----- | ----- | ----- | ----- | ----- |
| 82    | 134   | 171   | 265   | 370   | 398   | 443   |

График промене броја становника у току последњих година